# Сант'Андреа (Алесандрија)
Сант'Андреа је насеље у Италији у округу Алесандрија, региону Пијемонт.
Према процени из 2011. у насељу је живело 65 становника. Насеље се налази на надморској висини од 227 м.